# Gotthard Wachtmeister
Gotthard Wachtmeister, född 11 mars 1834 på Rögla, Välinge socken, Malmöhus län, död 15 maj 1920 i Helsingborg, var en svensk greve och landshövding.
Wachtmeister var kavalleriofficer 1854–1868, sedermera lantbrukare och tillförordnad domänintendent i Malmöhus län 1878–1880, var landshövding 1880–1892 i nämnda län och 1892–1900 i Blekinge län.
1895 blev han hedersledamot av Kungliga Örlogsmannasällskapet. Wachtmeister är begravd på Donationskyrkogården i Helsingborg. Han var far till ingenjör Hans Wachtmeister (1874–1950).

## Utmärkelser
- Kommendör med stora korset av Nordstjärneorden, 1 december 1890.[2]
- Riddare av första klassen av Vasaorden, 1863.[3]
- Kommendör av första klassen av Badiska Zähringer Löwenorden, senast 1915.[2]
- Kommendör av första graden av Danska Dannebrogorden, 22 juli 1881.[2]
- Riddare av fjärde klassen av Preussiska Kronorden, senast 1915.[2]